# Línea 197C (Interurbanos Madrid)
La línea 197C de la red de autobuses interurbanos de Madrid une Torrelaguna con Cabanillas de la Sierra.

## Características
Esta línea presta servicio además a Redueña, Venturada, Guadalix de la Sierra y Navalafuente, municipios situados entre Torrelaguna y Cabanillas de la Sierra tardando aproximadamente 1h5 min entre cabeceras. Algunas expediciones amplían su recorrido a Valdemanco, pasando previamente por La Cabrera.
Hasta julio del 2013 la línea contaba con una sublínea que realizaba solo el recorrido entre Torrelaguna y Venturada.
Siguiendo la numeración de líneas del CRTM, las líneas que circulan por el corredor 1 son aquellas que dan servicio a los municipios situados en torno a la A-1 y comienzan con un 1. Aquellas numeradas dentro de la decena 190 corresponden a aquellas que circulan por la Sierra Norte de Madrid. En concreto, la línea 197C indica un incremento sobre la línea 197 ya que se necesita para enlazar con Madrid los lugares por los que circula la línea 197C. Esto se hace en Torrelaguna como punto central de la zona desde donde parten esta y otras líneas complementarias a la línea 197.
La línea mantiene los mismos horarios todo el año (exceptuando las vísperas de festivo y festivos de Navidad).
Está operada por la empresa ALSA mediante la concesión administrativa VCM-103 - Madrid - Buitrago - Rascafría (Viajeros Comunidad de Madrid) del Consorcio Regional de Transportes de Madrid.

### Material móvil
| Marca         | Modelo           | Año  | Combustible |
| ------------- | ---------------- | ---- | ----------- |
| Mercedes-Benz | Ferqui Sunset S3 | 2016 | Diésel      |
| Otokar        | Ulyso            | 2022 | Diésel      |

### Sublíneas
Aquí se recogen todas las distintas sublíneas que ha tenido la línea 197C, incluyendo aquellas dadas de baja. La denominación de sublíneas que utiliza el CRTM es la siguiente:
- Número de línea (197C)
- Sentido de circulación (1 ida, 2 vuelta)
- Número de sublínea

Por ejemplo, la sublínea 197C103 corresponde a la línea 197C, sentido 1 (ida) y el número 03 de numeración de sublíneas creadas hasta la fecha.
La sublínea 197C102 y 197C202 marcada en negrita corresponde a sublínea que actualmente se encuentra dada de baja. Dicha sublínea corresponde al itinerario reducido Torrelaguna - Venturada y viceversa, pero se desconocen más detalles del mismo.
| Ida     | Ruta        | Itinerario                               | Vuelta  | Ruta        | Itinerario                               |
| 197C101 | -           | Torrelaguna - Cabanillas                 | 197C201 | -           | Cabanillas - Torrelaguna                 |
| 197C102 | Desconocido | Desconocido                              | 197C202 | Desconocido | Desconocido                              |
| 197C103 | vc          | Torrelaguna - Valdemanco, por La Cabrera | 197C203 | vc          | Valdemanco - Torrelaguna, por La Cabrera |

## Horarios
Los horarios que no sean cabecera son aproximados.
| Lunes a viernes laborables              |                          |                          |                          |                          |                          |                          |                          |                          |                          |                          |                          |                          |                          |                          |                          |
| Torrelaguna > Cabanillas                | Torrelaguna > Cabanillas | Torrelaguna > Cabanillas | Torrelaguna > Cabanillas | Torrelaguna > Cabanillas | Torrelaguna > Cabanillas | Torrelaguna > Cabanillas | Torrelaguna > Cabanillas | Cabanillas > Torrelaguna | Cabanillas > Torrelaguna | Cabanillas > Torrelaguna | Cabanillas > Torrelaguna | Cabanillas > Torrelaguna | Cabanillas > Torrelaguna | Cabanillas > Torrelaguna | Cabanillas > Torrelaguna |
| Torrelaguna                             | Redueña                  | Venturada                | Guadalix                 | Navalafuente             | Cabanillas               | La Cabrera               | Valdemanco               | Valdemanco               | La Cabrera               | Cabanillas               | Navalafuente             | Guadalix                 | Venturada                | Redueña                  | Torrelaguna              |
| 07:35                                   | 07:40                    | 07:50                    | 08:00                    | 08:10                    | 08:15                    |                          |                          |                          |                          | 08:35                    | 08:40                    | 08:50                    | 09:00                    | 09:05                    | 09:15                    |
| 11:20                                   | 11:25                    | 11:35                    | 11:45                    | 11:55                    | 12:00                    | 12:10                    | 12:15                    | 12:25                    | 12:35                    | 12:40                    | 12:50                    |                          |                          |                          |                          |
| 14:50                                   | 14:55                    | 15:05                    | 15:15                    | 15:25                    | 15:30                    | 15:45                    | 15:50                    | 16:00                    | 16:10                    | 16:15                    | 16:25                    |                          |                          |                          |                          |
| 18:40                                   | 18:45                    | 18:55                    | 19:05                    | 19:15                    | 19:20                    | 19:25                    | 19:40                    | 19:55                    | 20:05                    | 20:10                    | 20:15                    | 20:25                    | 20:35                    | 20:45                    | 20:55                    |
| Todo el año                             |                          |                          |                          |                          |                          |                          |                          |                          |                          |                          |                          |                          |                          |                          |                          |
| Sábados laborables, domingos y festivos |                          |                          |                          |                          |                          |                          |                          |                          |                          |                          |                          |                          |                          |                          |                          |
| Torrelaguna > Cabanillas                | Torrelaguna > Cabanillas | Torrelaguna > Cabanillas | Torrelaguna > Cabanillas | Torrelaguna > Cabanillas | Torrelaguna > Cabanillas | Torrelaguna > Cabanillas | Torrelaguna > Cabanillas | Cabanillas > Torrelaguna | Cabanillas > Torrelaguna | Cabanillas > Torrelaguna | Cabanillas > Torrelaguna | Cabanillas > Torrelaguna | Cabanillas > Torrelaguna | Cabanillas > Torrelaguna | Cabanillas > Torrelaguna |
| Torrelaguna                             | Redueña                  | Venturada                | Guadalix                 | Navalafuente             | Cabanillas               | La Cabrera               | Valdemanco               | Valdemanco               | La Cabrera               | Cabanillas               | Navalafuente             | Guadalix                 | Venturada                | Redueña                  | Torrelaguna              |
| 09:25                                   | 09:30                    | 09:40                    | 09:50                    | 10:00                    | 10:05                    | 10:10                    | 10:25                    | 10:50                    | 11:00                    | 11:05                    | 11:10                    | 11:20                    | 11:30                    | 11:40                    | 11:50                    |
| 17:25                                   | 17:30                    | 17:40                    | 17:50                    | 18:00                    | 18:05                    | 18:10                    | 18:25                    | 18:50                    | 19:00                    | 19:05                    | 19:10                    | 19:20                    | 19:30                    | 19:40                    | 19:50                    |

## Recorrido y paradas

### Sentido Cabanillas
La línea inicia su recorrido junto a la Plaza de Manuel María Martín, en Torrelaguna, saliendo de la localidad por la carretera N-320 en dirección a Venturada.
Por esta carretera llega a Redueña, donde tiene una parada dentro del casco urbano, lo cual hace que la línea salga de la carretera para entrar en el pueblo y luego vuelve a la misma. Al final de la carretera N-320 llega a Venturada, donde tiene 2 paradas en el casco urbano, en la antigua travesía de la carretera N-1.
La línea sale de Venturada por la carretera M-608 en dirección a Guadalix de la Sierra. Entra en el casco urbano por la calle Egido, donde tiene una parada, girando para incorporarse a la Calle Maripaz y la Calle Prado Panetes (otra parada). Gira hacia la Calle Camino Chozas y Calle del Caño, donde realiza una última parada antes de desviarse hacia la carretera M-625, donde tiene otra parada en el cruce con la carretera M-608.
Abandona por esta carretera el de Guadalix de la Sierra y llega a Navalafuente, donde tiene 5 paradas a lo largo de la travesía hasta salir por la carretera M-631 en dirección a Cabanillas de la Sierra, donde está la cabecera de la línea.
Las expediciones que continúan a Valdemanco realizan una parada adicional en Cabanillas de la Sierra en frente de la Urbanización Los Barrancos, antes de girar hacia la carretera N-1 y entrar en el municipio de La Cabrera. La línea no cruza todo el municipio, da la vuelta en la Plaza del Corcho y gira a Valdemanco por la carretera M-610, realiza paradas en la Colonia El Roble y Urbanización La Hoya, terminando en la Avenida del Desvío.
| Código                                                                      | Zona | Localidad               | Denominación                                         | Ubicación                                      | Líneas de la parada                        |
| --------------------------------------------------------------------------- | ---- | ----------------------- | ---------------------------------------------------- | ---------------------------------------------- | ------------------------------------------ |
| 11737                                                                       |      | Torrelaguna             | Camino de la Soledad - Avenida de Madrid             | Camino de la Soledad Nº1                       | 197 197A 197B 197C 197D 197E 913 FS2       |
| 12445                                                                       |      | Torrelaguna             | Calle de San Francisco - Escuelas                    | Calle de San Francisco Nº22                    | 197 197C 913 FS2                           |
| 10313                                                                       |      | Redueña                 | Redueña - Plaza de la Villa                          | Plaza de la Villa Nº1                          | 197 197C 913                               |
| 10340                                                                       |      | Venturada               | Venturada - Carretera de Irún                        | Carretera de Irún Nº10                         | 191 193 193A 194 195 196 197C N104 VAC-242 |
| 10341                                                                       |      | Venturada               | Venturada - Carretera de Irún                        | Carretera de Irún Nº7                          | 191 193 193A 194 195 196 197C N104 VAC-242 |
| 20218                                                                       |      | Guadalix de la Sierra   | Calle del Egido - Parque Guillermo Rubio             | Calle del Egido Nº35                           | 197C 726                                   |
| 15713                                                                       |      | Guadalix de la Sierra   | Calle Prado Panetes - Colegio                        | Calle Prado Panetes Nº1                        | 197C 726                                   |
| 10251                                                                       |      | Guadalix de la Sierra   | Calle Caño - Urbanización Las Cigüeñas               | Calle Caño Nº45                                | 197C 726                                   |
| 15714                                                                       |      | Guadalix de la Sierra   | Carretera M-625 - Viveros                            | Carretera de Navalafuente km. 38               | 197C 726                                   |
| 09867                                                                       |      | Navalafuente            | Carretera M-625 - Camping                            | Carretera M-625 de Guadalix km. 19,5           | 197C 726                                   |
| 12652                                                                       |      | Navalafuente            | Carretera M-625 - Urbanización Las Praderas          | Carretera M-625 de Guadalix km. 21             | 197C 726                                   |
| 17792                                                                       |      | Navalafuente            | Navalafuente - Calle Cuatro Caminos                  | Calle Eras de Abajo Nº21600                    | 197C 726                                   |
| 13303                                                                       |      | Navalafuente            | Carretera M-625 - Calle Cancho                       | Carretera de Navalafuente a Cabanillas Nº22400 | 197C 726                                   |
| 12110                                                                       |      | Navalafuente            | Urbanización El Chaparral                            | Avenida del Chaparral Nº2                      | 197C 726                                   |
| 10342                                                                       |      | Cabanillas de la Sierra | Cabanillas de la Sierra - Calle Real                 | Calle Real Nº57                                | 191 193 194 195 196 197C                   |
| Las expediciones que continúan a Valdemanco realizan las siguientes paradas |      |                         |                                                      |                                                |                                            |
| 11524                                                                       |      | Cabanillas de la Sierra | Cabanillas de la Sierra - Urbanización Los Barrancos | Calle Real Nº19                                | 191 193 194 195 196 197C                   |
| 11995                                                                       |      | La Cabrera              | Avenida de La Cabrera - Carretera de Valdemanco      | Avenida de La Cabrera Nº8                      | 191 193 194 195 196 197B 197C725           |
| 19194                                                                       |      | La Cabrera              | Avenida de La Cabrera - Calle de Carlos Jiménez Díaz | Avenida de La Cabrera Nº19                     | 197C 725                                   |
| 10666                                                                       |      | La Cabrera              | Avenida de La Cabrera - Carretera de Valdemanco      | Avenida de La Cabrera Nº6                      | 191 193 194 195 196 197B 197C 725          |
| 18185                                                                       |      | La Cabrera              | Carretera M-610 - Colonia El Roble                   | Carretera de Valdemanco km. 2,6                | 197B 197C 725                              |
| 18183                                                                       |      | Valdemanco              | Carretera M-610 - Urbanización La Hoya               | Carretera M-610 (La Cabrera) km. 3,4           | 197B 197C 725                              |
| 10344                                                                       |      | Valdemanco              | Valdemanco - Avenida del Desvío                      | Avenida del Desvío Nº 5500                     | 197B 197C725                               |

### Sentido Torrelaguna
El recorrido en sentido Torrelaguna es igual al de ida pero en sentido contrario excepto en los siguientes puntos:
- Realiza una segunda parada en Cabanillas de la Sierra.
- Realiza una segunda parada en Guadalix de la Sierra en la Calle El Callejón.

| Código                                                                      | Zona | Localidad               | Denominación                                         | Ubicación                          | Líneas de la parada                        |
| --------------------------------------------------------------------------- | ---- | ----------------------- | ---------------------------------------------------- | ---------------------------------- | ------------------------------------------ |
| Las expediciones que proceden de Valdemanco realizan las siguientes paradas |      |                         |                                                      |                                    |                                            |
| 19193                                                                       |      | Valdemanco              | Valdemanco - Avenida del Desvío                      | Avenida del Desvío Nº 17           | 197B 197C 725                              |
| 18184                                                                       |      | Valdemanco              | Carretera M-610 - Urbanización La Hoya               | Carretera M-610 (La Cabrera) Nº8   | 197B 197C 725                              |
| 18186                                                                       |      | La Cabrera              | Carretera M-610 - Colonia El Roble                   | Carretera M-610 (La Cabrera) Nº6   | 197B 197C 725                              |
| 11995                                                                       |      | La Cabrera              | Avenida de La Cabrera - Carretera de Valdemanco      | Avenida de La Cabrera Nº8          | 191 193 194 195 196 197B 197C725           |
| 19194                                                                       |      | La Cabrera              | Avenida de La Cabrera - Calle de Carlos Jiménez Díaz | Avenida de La Cabrera Nº19         | 197C 725                                   |
| 10666                                                                       |      | La Cabrera              | Avenida de La Cabrera - Carretera de Valdemanco      | Avenida de La Cabrera Nº6          | 191 193 194 195 196 197B 197C 725          |
| Paradas del itinerario normal                                               |      |                         |                                                      |                                    |                                            |
| 10342                                                                       |      | Cabanillas de la Sierra | Cabanillas de la Sierra - Calle Real                 | Calle Real Nº57                    | 191 193 194 195 196 197C                   |
| 11524                                                                       |      | Cabanillas de la Sierra | Cabanillas de la Sierra - Urbanización Los Barrancos | Calle Real Nº19                    | 191 193 194 195 196 197C                   |
| 12110                                                                       |      | Navalafuente            | Urbanización El Chaparral                            | Avenida del Chaparral Nº2          | 197C 726                                   |
| 13304                                                                       |      | Navalafuente            | Carretera M-625 - Calle Cancho                       | Calle Cancho Nº2                   | 197C 726                                   |
| 09126                                                                       |      | Navalafuente            | Navalafuente - Calle Cuatro Caminos                  | Calle Eras de Abajo Nº21600        | 197C 726                                   |
| 13120                                                                       |      | Navalafuente            | Carretera M-625 - Urbanización Las Praderas          | Avenida de las Praderas Nº33       | 197C 726                                   |
| 09866                                                                       |      | Navalafuente            | Carretera M-625 - Camping                            | Carretera de Guadalix Nº22         | 197C 726                                   |
| 17320                                                                       |      | Guadalix de la Sierra   | Carretera M-625 - Viveros                            | Carretera de Navalafuente km. 17,7 | 197C 726                                   |
| 15713                                                                       |      | Guadalix de la Sierra   | Calle Prado Panetes - Colegio                        | Calle Prado Panetes Nº1            | 197C 726                                   |
| 10251                                                                       |      | Guadalix de la Sierra   | Calle Caño - Urbanización Las Cigüeñas               | Calle Caño Nº45                    | 197C 726                                   |
| 20217                                                                       |      | Guadalix de la Sierra   | Parque de las Eras                                   | Calle el Callejón Nº1              | 197C 726                                   |
| 20219                                                                       |      | Guadalix de la Sierra   | Avenida de la Chopera - Complejo Deportivo           | Avenida de la Chopera Nº32         | 197C 726                                   |
| 10340                                                                       |      | Venturada               | Venturada - Carretera de Irún                        | Carretera de Irún Nº10             | 191 193 193A 194 195 196 197C N104 VAC-242 |
| 10341                                                                       |      | Venturada               | Venturada - Carretera de Irún                        | Carretera de Irún Nº7              | 191 193 193A 194 195 196 197C N104 VAC-242 |
| 10313                                                                       |      | Redueña                 | Redueña - Plaza de la Villa                          | Plaza de la Villa Nº1              | 197 197C 913                               |
| 11737                                                                       |      | Torrelaguna             | Camino de la Soledad - Avenida de Madrid             | Camino de la Soledad Nº1           | 197 197A 197B 197C 197D 197E 913 FS2       |